# Euplexia wollastoni
Euplexia wollastoni là một loài bướm đêm trong họ Noctuidae.